# Coacoatzintla (kommun i Mexiko)
Coacoatzintla är en kommun i Mexiko.   Den ligger i delstaten Veracruz, i den sydöstra delen av landet, 230 km öster om huvudstaden Mexico City. Antalet invånare är 8 294. Arean är 51 kvadratkilometer.
Terrängen i Coacoatzintla är lite bergig.
Följande samhällen finns i Coacoatzintla:
- Coacotzintla
- Los Planes
- Pueblo Viejo
- Paxtepec
- La Ventana
- Las Coles
- Casa Blanca
- El Aguacate